# الانتخابات البلدية الجزئية التونسية 2021
تحتوي هذه المقالة على قائمة الانتخابات الجزئية البلدية التي نظمت وستنظم في تونس في 2021. آخر انتخابات بلدية هي الانتخابات البلدية التونسية 2018.

## الحصيلة
| الحزب السياسي | الحزب السياسي         | رؤساء البلديات المنتهية ولايتهم | رؤساء البلديات المنتخبون | التطور |
| ------------- | --------------------- | ------------------------------- | ------------------------ | ------ |
|               | حركة النهضة           | 2                               | 1                        | ▼ 1    |
|               | المستقلون (باختلافهم) | 3                               | 4                        | ▲ 1    |
|               | المجموع               | 5                               | 5                        |        |

## الانتخابات

### السرس(ولاية الكاف)
رئيس البلدية المنتهية ولايته: فتح الدين السلايمي (عن القائمة المستقلة «ننتصر للسرس»).

رئيس البلدية المنتخب: أحمد حرباوي (عن حركة النهضة).

السياق: بعد استقالة ? مستشارين بلديين من جملة ? في ?، تم حل المجلس البلدي في ?، وتقرر تنظيم انتخابات جزئية يوم 14 مارس 2021، على أن يقترع الأمنيون والعسكريون يوم 13 مارس.
| القائمة                                   | القائمة                         | عدد الأصوات | %     | عدد المقاعد |
| ----------------------------------------- | ------------------------------- | ----------- | ----- | ----------- |
|                                           | حركة الشعب                      | 475         | 41.30 | 7           |
|                                           | حركة النهضة                     | 355         | 30.87 | 6           |
|                                           | القائمة المستقلة «الغصن الأخضر» | 320         | 27.83 | 5           |
|                                           |                                 |             |       |             |
| الأصوات الصحيحة                           | الأصوات الصحيحة                 | 150 1       | 94.50 |             |
| الأوراق البيضاء                           | الأوراق البيضاء                 | 20          | 1.64  |             |
| الأوراق الملغاة                           | الأوراق الملغاة                 | 47          | 3.86  |             |
| المجموع                                   | المجموع                         | 217 1       | 100   | 18          |
| الامتناع                                  | الامتناع                        | 434 10      | 89.55 |             |
| المشاركة                                  | المشاركة                        | 217 1       | 10.45 |             |
| المسجلون                                  | المسجلون                        | 651 11      | 100   |             |
| المصدر: الهيئة العليا المستقلة للانتخابات |                                 |             |       |             |

### ساقية الدائر(ولاية صفاقس)
رئيس البلدية المنتهية ولايته: خالد الصامت (عن حركة النهضة).

رئيس البلدية المنتخب: صالح شطورو (عن القائمة المستقلة «الخير»).

السياق: بعد استقالة ? مستشارين بلديين من جملة ? في ?، تم حل المجلس البلدي في ?، وتقرر تنظيم انتخابات جزئية يوم 6 يونيو 2021، على أن يقترع الأمنيون والعسكريون يوم 5 يونيو.
| القائمة                                   | القائمة                              | عدد الأصوات | %     | عدد المقاعد |
| ----------------------------------------- | ------------------------------------ | ----------- | ----- | ----------- |
|                                           | القائمة المستقلة «الخير»             | 3170        | 46.06 | 11          |
|                                           | حركة النهضة                          | 1441        | 20.94 | 5           |
|                                           | القائمة المستقلة «نبض الساقية»       | 865         | 12.57 | 3           |
|                                           | القائمة المستقلة «شبابنا»            | 638         | 9.27  | 2           |
|                                           | ائتلاف الكرامة                       | 412         | 5.99  | 2           |
|                                           | القائمة المستقلة «معانا الساقية خير» | 357         | 5.19  | 1           |
|                                           |                                      |             |       |             |
| الأصوات الصحيحة                           | الأصوات الصحيحة                      | 883 6       | 97.77 |             |
| الأوراق البيضاء                           | الأوراق البيضاء                      | 55          | 0.78  |             |
| الأوراق الملغاة                           | الأوراق الملغاة                      | 102         | 1.44  |             |
| المجموع                                   | المجموع                              | 040 7       | 100   | 24          |
| الامتناع                                  | الامتناع                             | 736 20      | 74.65 |             |
| المشاركة                                  | المشاركة                             | 040 7       | 25.34 |             |
| المسجلون                                  | المسجلون                             | 776 27      | 100   |             |
| المصدر: الهيئة العليا المستقلة للانتخابات |                                      |             |       |             |

### عين الصبح-الناظور(ولاية جندوبة)
رئيس البلدية المنتهية ولايته: مصطفى بلحي (عن القائمة المستقلة «النجاة»).

رئيس البلدية المنتخب: توفيق بلحي (عن القائمة المستقلة «الإقلاع»).

السياق: بعد استقالة ? مستشارين بلديين من جملة ? في ?، تم حل المجلس البلدي في ?، وتقرر تنظيم انتخابات جزئية يوم 6 يونيو 2021، على أن يقترع الأمنيون والعسكريون يوم 5 يونيو.
| القائمة                                   | القائمة                    | عدد الأصوات | %     | عدد المقاعد |
| ----------------------------------------- | -------------------------- | ----------- | ----- | ----------- |
|                                           | القائمة المستقلة «الإقلاع» | 833         | 38.05 | 7           |
|                                           | القائمة المستقلة «التحدي»  | 470         | 21.47 | 4           |
|                                           | القائمة المستقلة «الخمسة»  | 465         | 21.24 | 4           |
|                                           | حركة النهضة                | 312         | 14.25 | 2           |
|                                           | حركة الشعب                 | 109         | 4.98  | 1           |
|                                           |                            |             |       |             |
| الأصوات الصحيحة                           | الأصوات الصحيحة            | 189 2       | 93.63 |             |
| الأوراق البيضاء                           | الأوراق البيضاء            | 17          | 0.72  |             |
| الأوراق الملغاة                           | الأوراق الملغاة            | 132         | 5.64  |             |
| المجموع                                   | المجموع                    | 338 2       | 100   | 18          |
| الامتناع                                  | الامتناع                   | 504 8       | 78.43 |             |
| المشاركة                                  | المشاركة                   | 338 2       | 21.56 |             |
| المسجلون                                  | المسجلون                   | 842 10      | 100   |             |
| المصدر: الهيئة العليا المستقلة للانتخابات |                            |             |       |             |

### الصخيرة(ولاية صفاقس)
رئيس البلدية المنتهية ولايته: خالد فتيريش (عن القائمة المستقلة «الأمانة»).

رئيس البلدية المنتخب: رضا دباري (عن القائمة المستقلة «الصخيرة إلى الأمام»).

السياق: بعد استقالة ? مستشارين بلديين من جملة ? في ?، تم حل المجلس البلدي في ?، وتقرر تنظيم انتخابات جزئية يوم 13 يونيو 2021، على أن يقترع الأمنيون والعسكريون يوم 12 يونيو.
| القائمة                                   | القائمة                               | عدد الأصوات | %     | عدد المقاعد |
| ----------------------------------------- | ------------------------------------- | ----------- | ----- | ----------- |
|                                           | حركة النهضة                           | 138 1       | 10.90 | 3           |
|                                           | القائمة المستقلة «على العهد»          | 034 1       | 10.87 | 3           |
|                                           | القائمة المستقلة «الصخيرة إلى الأمام» | 955         | 9.15  | 3           |
|                                           | القائمة المستقلة «النصر»              | 892         | 8.55  | 2           |
|                                           | حركة الشعب                            | 785         | 7.52  | 2           |
|                                           | القائمة المستقلة «كلنا النصر»         | 759         | 7.27  | 2           |
|                                           | القائمة المستقلة «الجوهرة»            | 678         | 6.50  | 2           |
|                                           | القائمة المستقلة «النور»              | 597         | 5.72  | 2           |
|                                           | 5 قوائم مستقلة أخرى بمقعد لكل منها    | 204 2       | 21.11 | 5           |
|                                           |                                       |             |       |             |
| الأصوات الصحيحة                           | الأصوات الصحيحة                       | 436 10      | 96.78 |             |
| الأوراق البيضاء                           | الأوراق البيضاء                       | 99          | 0.91  |             |
| الأوراق الملغاة                           | الأوراق الملغاة                       | 248         | 2.30  |             |
| المجموع                                   | المجموع                               | 783 10      | 100   | 24          |
| الامتناع                                  | الامتناع                              | 297 13      | 55.22 |             |
| المشاركة                                  | المشاركة                              | 783 10      | 44.78 |             |
| المسجلون                                  | المسجلون                              | 080 24      | 100   |             |
| المصدر: الهيئة العليا المستقلة للانتخابات |                                       |             |       |             |

### منزل كامل(ولاية المنستير)
رئيس البلدية المنتهية ولايته: ليلى بن نجمة (عن حركة النهضة).

رئيس البلدية المنتخب: عبد العزيز نقاز (عن القائمة المستقلة «الوفاق»).

السياق: بعد استقالة ? مستشارين بلديين من جملة ? في ?، تم حل المجلس البلدي في ?، وتقرر تنظيم انتخابات جزئية يوم 31 أكتوبر 2021، على أن يقترع الأمنيون والعسكريون يوم 30 أكتوبر.
| القائمة                                   | القائمة                                    | عدد الأصوات | %     | عدد المقاعد |
| ----------------------------------------- | ------------------------------------------ | ----------- | ----- | ----------- |
|                                           | القائمة المستقلة «الوفاق»                  | 431         | 72.56 | 9           |
|                                           | القائمة المستقلة «الشباب الريفي بالهدادرة» | 163         | 27.44 | 3           |
|                                           |                                            |             |       |             |
| الأصوات الصحيحة                           | الأصوات الصحيحة                            | 594         | 97.37 |             |
| الأوراق البيضاء                           | الأوراق البيضاء                            | 6           | 0.98  |             |
| الأوراق الملغاة                           | الأوراق الملغاة                            | 10          | 1.64  |             |
| المجموع                                   | المجموع                                    | 610         | 100   | 12          |
| الامتناع                                  | الامتناع                                   | 234 4       | 87.40 |             |
| المشاركة                                  | المشاركة                                   | 610         | 12.60 |             |
| المسجلون                                  | المسجلون                                   | 844 4       | 100   |             |
| المصدر: الهيئة العليا المستقلة للانتخابات |                                            |             |       |             |

### السبيخة(ولاية القيروان)
رئيس البلدية المنتهية ولايته: (عن القائمة المستقلة «»).

رئيس البلدية المنتخب: 

السياق: بعد استقالة ? مستشارين بلديين من جملة ? في ?، تم حل المجلس البلدي في ?، وتقرر تنظيم انتخابات جزئية يوم 12 ديسمبر 2021، على أن يقترع الأمنيون والعسكريون يوم 11 ديسمبر.

### المروج(ولاية بن عروس)
رئيس البلدية المنتهية ولايته: (عن القائمة المستقلة «»).

رئيس البلدية المنتخب: 

السياق: بعد استقالة ? مستشارين بلديين من جملة ? في ?، تم حل المجلس البلدي في ?، وتقرر تنظيم انتخابات جزئية يوم 12 ديسمبر 2021، على أن يقترع الأمنيون والعسكريون يوم 11 ديسمبر.

### حمام سوسة(ولاية سوسة)
رئيس البلدية المنتهية ولايته: (عن القائمة المستقلة «»).

رئيس البلدية المنتخب: 

السياق: بعد استقالة ? مستشارين بلديين من جملة ? في ?، تم حل المجلس البلدي في ?، وتقرر تنظيم انتخابات جزئية يوم 12 ديسمبر 2021، على أن يقترع الأمنيون والعسكريون يوم 11 ديسمبر.

### حمام الأغزاز(ولاية نابل)
رئيس البلدية المنتهية ولايته: (عن القائمة المستقلة «»).

رئيس البلدية المنتخب: 

السياق: بعد استقالة ? مستشارين بلديين من جملة ? في ?، تم حل المجلس البلدي في ?، وتقرر تنظيم انتخابات جزئية يوم 12 ديسمبر 2021، على أن يقترع الأمنيون والعسكريون يوم 11 ديسمبر.

### منزل حر(ولاية نابل)
رئيس البلدية المنتهية ولايته: (عن القائمة المستقلة «»).

رئيس البلدية المنتخب: 

السياق: بعد استقالة ? مستشارين بلديين من جملة ? في ?، تم حل المجلس البلدي في ?، وتقرر تنظيم انتخابات جزئية يوم 12 ديسمبر 2021، على أن يقترع الأمنيون والعسكريون يوم 11 ديسمبر.

### عميرة الفحول(ولاية المنستير)
رئيس البلدية المنتهية ولايته: (عن القائمة المستقلة «»).

رئيس البلدية المنتخب: 

السياق: بعد استقالة ? مستشارين بلديين من جملة ? في ?، تم حل المجلس البلدي في ?، وتقرر تنظيم انتخابات جزئية يوم 26 ديسمبر 2021، على أن يقترع الأمنيون والعسكريون يوم 25 ديسمبر.

## مقالات ذات صلة
- الانتخابات البلدية في تونس